# علی‌اکبر عرب‌مازار
علی اکبر عرب‌مازار (متولد ۱۳۳۳ تهران) اقتصاددان و سیاستمدار ایرانی ست. او استاد تمام دانشگاه شهید بهشتی در رشته اقتصاد/برنامه‌ریزی سیستم‌های اقتصادی و رئیس هیئت مدیره بانک دی بوده‌است. معاونت مالیاتی وزارت اقتصاد و دارایی (۲ دوره)، ریاست سازمان امور مالیاتی کشور و ریاست دانشگاه علوم اقتصادی؛ برخی از سمت‌های ایشان بوده‌است. هم چنین وی برادر عباس عرب‌مازار استاد برجستهٔ اقتصادسنجی دانشگاه شهید بهشتی است.

## شروع کار
در سال ۱۳۵۲ دیپلم ریاضی، سال ۱۳۵۶ لیسانسیه مدیریت بازرگانی از مدرسه عالی بازرگانی تهران، سال ۱۳۵۹ فوق لیسانس پژوهش عملیاتی و فوق لیسانس اقتصاد از دانشگاه ایالتی میشیگان آمریکا، و سال ۱۳۶۲ دکتری علم سیستم‌ها را از همان دانشگاه دریافت کرد.
عرب مازار در طول فعالیت‌های مختلف خود، علاوه بر تدریس در دانشگاه شهید بهشتی و ریاست دانشگاه علوم اقتصادی، ریاست دانشگاه غیرانتفاعی پرندک، مدیر دفتر روابط دانشگاهی و امور بین‌المللی شهید بهشتی، مشاور برنامه‌ریزی معاون اقتصادی وزارت امور اقتصاد و دارائی، عضویت در کمیسیون شورای اقتصاد، عضو هیئت رئیسهٔ فدراسیون تنیس روی میز ایران، عضو کمیتهٔ اجرائی تخصص ارز، عضو شورای خرید کالاهای اساسی، مؤسس و مدیر مسئول فصلنامهٔ مالیات، و رئیس اولین و دومین سمینار بین‌المللی خصوصی‌سازی بوده‌است. او برای ترجمه کتاب علم و هنر شبیه‌سازی سیستم‌ها در دوره یازدهم کتاب سال جمهوری اسلامی ایران از طرف وزارت فرهنگ و ارشاد اسلامی به عنوان کتاب سال برگزیده شد.

## مدیریت

### سازمان امور مالیاتی
او در دولت اول محمود احمدی‌نژاد به ریاست سازمان امور مالیاتی منصوب شد و تا مهر ۱۳۸۸ این مسئولیت را بر عهده داشت. در دوره او قانون مالیات بر ارزش افزوده در ایران به اجرا درآمد.
اجرای این طرح منجر به اعتراض شدید برخی اصناف نیز گردید. بروز مشکلاتی از قبیل: وصول چندباره و مضاعف مالیات ارزش افزوده از یک کالا (البته مغایر قانون) و ایجاد تورم بود؛ و چه از طرف کادر مالیاتی به عنوان نمونه: تحصن‌هایی که در صحن سازمان مالیاتی در زمان ریاست وی در واکنش به تبعیض‌ها و کلاً" نگرش منفی او به کادر مالیاتی، همچنین سوء مدیریت، انتصابات نامعقول و جابجایی و ادغام بی‌مورد ادارات، انتقادات شدیدی به وی وارد شد.روزنامه قدس، مورخ ۲۷/۱/۱۳۸۸.
عاقبت در مهر ماه ۱۳۸۸ از پست ریاست سازمان امور مالیاتی، منعزل و علی عسکری جانشین وی گردید.

## بانکداری
او رئیس هیئت مدیره بانک دی است.